# NP-úplnost
NP-úplné (NP-complete, NPC) problémy jsou takové nedeterministicky polynomiální problémy, na které jsou polynomiálně redukovatelné všechny ostatní problémy z NP. To znamená, že třídu NP-úplných úloh tvoří v jistém smyslu ty nejtěžší úlohy z NP. Pokud by byl nalezen polynomiální deterministický algoritmus pro nějakou NP-úplnou úlohu, znamenalo by to, že všechny nedeterministicky polynomiální problémy jsou řešitelné v polynomiálním čase, tedy že třída NP se „zhroutí“ do třídy P (NP = P). Otázka, zda nějaký takový algoritmus existuje, zatím nebyla rozhodnuta, předpokládá se však, že NP ≠ P (je však zřejmé, že P ⊆ NP). Více o tomto problému najdete v článku Problém P versus NP.
Vztah mezi P a NP je jedním ze sedmi problémů tisíciletí, které vypsal Clayův matematický ústav 24. května 2000. Za rozhodnutí vztahu nabízí 1 000 000 dolarů.

## Příklady NP-úplných úloh
Mezi typické NP-úplné úlohy patří např. problém obchodního cestujícího, tj. hledání (nejkratší) hamiltonovské kružnice, problém splnitelnosti booleovské formule, hledání nezávislé množiny, problém kliky (hledání úplného podgrafu), hledání isomorfního podgrafu, 3barevnost grafu, vrcholové pokrytí, zavazadlový problém (tzv. problém batohu), problém dvou loupežníků atd.

## Využití NP-úplných úloh
Hlavní důvod, proč jsou NP-úplné úlohy tak zajímavé, je právě jejich velmi obtížná řešitelnost. Díky ní nacházejí uplatnění v moderní kryptografii, kde je třeba rychle ověřovat správnost řešení, ale jeho nalezení musí trvat dlouho. Obtížnost výpočtu ovšem záleží i na konkrétních datech — pro speciální množinu vstupů může být úloha polynomiální, například řešíme-li obarvení třemi barvami pro jednoduché grafy (cesty).

## Řešení NP-úplných úloh
- Aproximační algoritmy
- Genetické algoritmy
- Heuristické algoritmy
- Pravděpodobnostní algoritmy
- Prohledávání stavového prostoru hrubou silou, pokud je problém dostatečně malý